# Geografia Franței
Geografia Franței este variată, cuprinzând toate formele de relief. Această țară, cu o suprafață totală de 674.843 km² (din care 551.695 km² partea continentală, iar restul teritorii extra-europene), se găsește în vestul Europei.

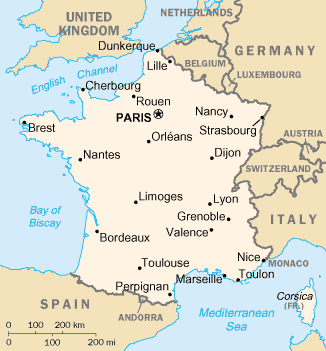
Harta așa-numitei Franța metropolitană, sau continentală, cu o suprafață de 551.695 km²

Pornind dinspre vest, în sens orar, este mărginită de Oceanul Atlantic (Golful Biscaya la vest, Canalul Mânecii la nord-vest), de Belgia și Luxemburg (la nord-est), de Germania (la nord-est și est), de Elveția și Italia (la est), respectiv de Principatul Monaco, Marea Mediterană și Spania (la sud si sud-vest).
Forma "Franței metropolitane", asemănătoare unui hexagon, i-a atras și denumirea de l'Hexagone (vezi harta anexată).  Deși marea parte a teritoriului francez (Franța metropolitană; în franceză: la Métropole, sau France métropolitaine) se află în vestul Europei, Franța este constituită și din teritorii aflate în America de Nord, Caraibe, America de Sud, vestul și sudul Oceanului Indian, nordul și sudul Oceanului Pacific, și Antarctica, aici însă suveranitatea este exercitată în Cadrul Tratatului Antarcticii.
Franța metropolitană se întinde de la Marea Mediterană la Canalul Mânecii și Marea Nordului și de la Munții Alpi și Râul Rin până la Oceanul Atlantic. Datorită formei geometrice a teritoriului Franței continentale, țara este denumită colocvial ca Hexagonul (franceză: L'Hexagone). Se învecinează cu: Belgia (620 de km), Luxemburg (73 de km), Germania (450 de km), Elveția (572 de km), Italia (515 km), Monaco (4,5 km), Andorra (57 de km) și Spania (650 de km). Franța are frontiere cu Brazilia (700 de km), Surinam (520 de km) și o frontieră nematerializată cu Antilele Olandeze (10,2 km) în Insula Sfântul Martin.

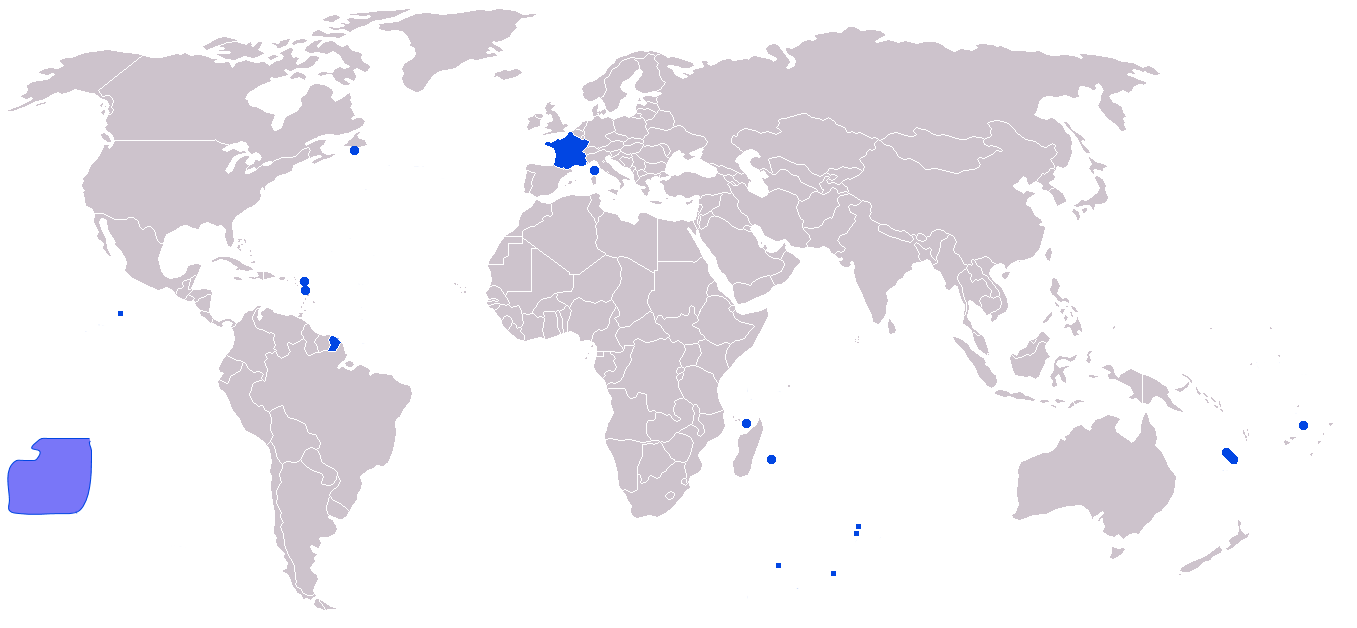
Franța, inclusiv toate teritoriile de peste mări

Franța posedă o largă varietate de relief, de la câmpiile din nordul și vestul țării până la lanțurile muntoase din sud (Munții Pirinei) și sud-est (Munții Alpi), aceștia din urmă având cel mai înalt punct din vestul Europei, Mont Blanc (4.810 de metri). Mai există regiuni muntoase cum ar fi Masivul Central sau Munții Vosgi, precum și largi bazine ale unor râuri cum ar fi Loara, Ronul, Garonne și Sena.
Suprafața totală a Franței metropolitane este de 551.659 de km², Franța fiind clasată astfel ca al 47-lea stat după suprafață. Suprafața totală, ce cuprinde toate regiunile, colectivitățile și teritoriile de peste mări, este de 674.843 de km², ceea ce reprezintă 0,45% din suprafața totală a uscatului de pe Pământ. Zona Economică Exclusivă a Franței o clasează pe aceasta pe locul al doilea, după Statele Unite și înaintea Australiei cu o suprafață totală de 11.035.000 de km², ceea ce reprezintă 8% din totalul Zonelor Economice Exclusive.

## Legăturiexterne
- fr  GéoPortail Arhivat în 15 decembrie 2010, la Wayback Machine.